# Amphizoa sinica
Amphizoa sinica är en skalbaggsart som beskrevs av Peiyu och Hendrikus Adrianus Stork 1991. Amphizoa sinica ingår i släktet Amphizoa och familjen Amphizoidae. Inga underarter finns listade i Catalogue of Life.